# Bazilika Zesnutí přesvaté Bohorodičky
Bazilika Zesnutí přesvaté Bohorodičky v Ľutině je nejstarší řeckokatolická bazilika minor na Slovensku.
Po zjeveních svatého Mikuláše v roce 1851, při kterých světec daroval Zuzaně Feketovej mariánskou ikonu, se Ľutina stala největším řeckokatolickým mariánským poutním místem na Slovensku. Do té doby patřila Ľutina do Hanigovské farnosti, ale následně se fara přestěhovala do Ľutině. Původně byl ve vsi dřevěný chrám. Časem přestal vyhovovat a v roce 1908 byl dokončen nový kamenný chrám. Krátce před jeho dokončením původní dřevěný chrám shořel. Po obnově řeckokatolické církve v roce 1968 se každoročně počet poutníků zvyšoval. Na závěr mariánského roku 1988 na pouti ordinář Ján Hirka přečetl apoštolské breve, kterým římský papež Jan Pavel II. povýšil ľutinský chrám a přilehlé objekty na baziliku minor.
Hlavní pouť je u příležitosti svátku Zesnutí přesvaté Bohorodičky, který připadá na 15. srpen.